# Gattendorf (Oostenrijk)
Gattendorf is een gemeente in de Oostenrijkse deelstaat Burgenland, gelegen in het district Neusiedl am See (ND). De gemeente heeft ongeveer 1100 inwoners.

## Geografie
Gattendorf heeft een oppervlakte van 25,1 km². Het ligt in het uiterste oosten van het land.
Andau · Apetlon · Bruckneudorf · Deutsch Jahrndorf · Edelstal · Frauenkirchen · Gattendorf · Gols · Halbturn · Illmitz · Jois · Kittsee · Mönchhof · Neudorf bei Parndorf · Neusiedl am See · Nickelsdorf · Pama · Pamhagen · Parndorf · Podersdorf am See · Potzneusiedl · Sankt Andrä am Zicksee · Tadten · Wallern im Burgenland · Weiden am See · Winden am See · Zurndorf